# Francisco Espejo
Francisco Silvestre Espejo Camaño (Siquire, 16 aprile 1758 – Valencia, 15 luglio 1814) è stato un avvocato venezuelano che nel 1812 divenne il secondo Presidente del Venezuela per una settimana.
Figlio di Francisco Espejo e Bárbara Caamaño y Bermúdez, combatté per la causa repubblicana durante la guerra d’indipendenza venezuelana. Fu fucilato a Valencia nel 1814